# Hans Lammers

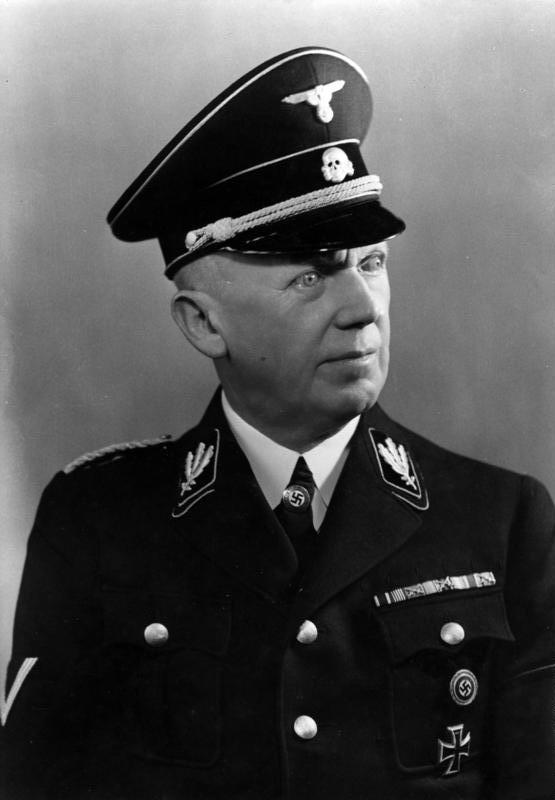
Hans Heinrich Lammers

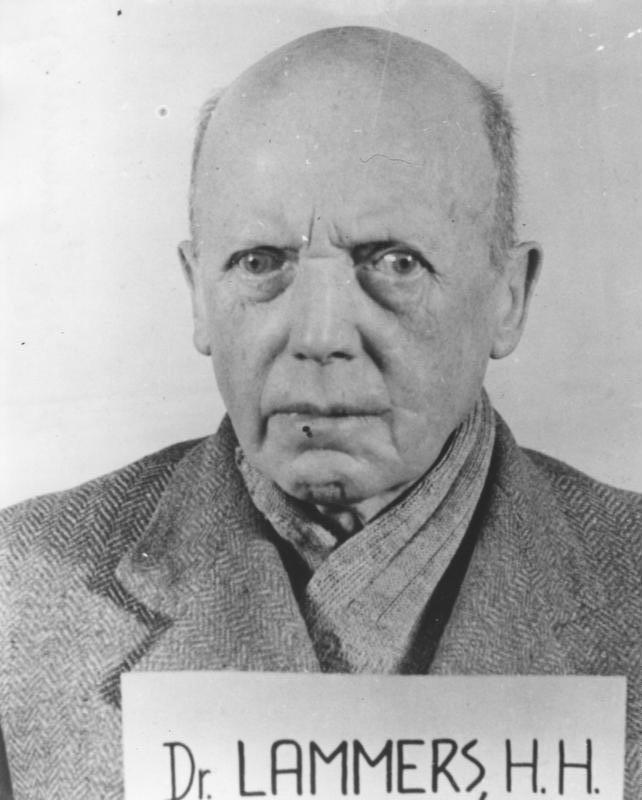
Hans Heinrich Lammers la Nürnberg

Hans Heinrich Lammers (n. 27 mai 1879, Lublinitz, Silezia, azi Lubliniec, Polonia - d. 4 ianuarie 1962, Düsseldorf, Germania) a fost un jurist german și un proeminent politician nazist în perioada 1933 - 1945.
Lammers a luptat ca voluntar și ofițer în armata germană în decursul Primului Război Mondial.
În 1932, Lammers a devenit membru în partidul nazist, iar în 1933 a fost numit șeful Cancelariei Reich-ului. În 1933 a devenit ministru fără portofoliu în cabinetul lui Adolf Hitler. În 1939, Lammers a devenit membru al consiliului de miniștri pentru apărare al Reich-ului. După terminarea celui de-al Doilea Război Mondial, Lammers a fost martor în procesele de la Nürnberg iar apoi a fost și el judecat și condamnat la 20 de ani. Ulterior, a fost grațiat astfel încât a executat numai 4 ani de detenție.